# The Eyes of Tammy Faye
The Eyes of Tammy Faye és una pel·lícula estatunidenca de 2021 dirigida per Michael Showalter i basada en el documental del 2000 del mateix nom de Fenton Bailey i Randy Barbato. La pel·lícula és protagonitzada per Jessica Chastain i Andrew Garfield, qui actuen en els papers de Tammy Faye i Jim Bakker, respectivament. Cherry Jones i Vincent D'Onofrio també apareixen a la pel·lícula. El guió va ser escrit per Abe Sylvia, mentre que Chastain és una de les productores de la pel·lícula.
The Eyes of Tammy Faye es va estrenar al Festival Internacional de Cinema de Toronto i va ser estrenada el 17 de setembre de 2021. La pel·lícula va recaptar un total de 2.7 milions de dòlars i va rebre crítiques mixtes de la crítica, la qual va elogiar les actuacions però va criticar el guió. Per la seva actuació, Chastain ha guanyat un Premi del Sindicat d'Actors de Cinema, un Premi de la crítica cinematogràfica i un Oscar i ha estat nominada a un Globus d'Or. La pel·lícula també ha guanyat l'Oscar al millor maquillatge i pentinat.

## Argument
La pel·lícula comença amb la jove Tamara Faye i els seus inicis a la comunitat religiosa de International Falls, a Minnesota. La Tammy es trasllada a Minneapolis, Minnesota, per estudiar al North Central Bible College. Allà coneix i s'enamora de Jim Bakker, un company. Els dos es casen el següent ant i en Tammy l'introdueix a la seva família. La mare de la Tammy, la Rachel, no aprova a en Jim ja que és impulsiu i no és tant creient en el cristianisme com la Tammy. Els dos deixen els estudis i van pels Estats Units per tal d'inspirar a comunitats cristianes. El 1964, les seves predicacions capten l'atenció de la cadena de televisió cristiana de Pat Robertson i la parella es converteix en presentadora d'un programa de nens popular. En Jim es el primer presentador del programa de CBN The 700 Club, posició que Robertson agafarà. L'any 1970, en Jim i la Tammy tenen una filla anomenada Tammy Sue.
En una festa, coneixen al sacerdot conservador Jerry Falwell, qui mostra el seu interès en treballar amb CBN. Després que la Tammy tingui una discussió amb en Falwell, anima a en Jim a crear la seva pròpia cadena de televisió. El 1974, els dos ja han abandonat CBN i han creat PTL (Praise the Lord). El programa cada vegada guanya més popularitat i en Jim anima als espectadors a fer donacions. La Tammy ha esdevingut una cantant exitosa. La Tammy invita a la Rachel i el seu marit, en Fred, a viure amb ells a Tega Cay, Carolina del Sud.
Mentre el programa és cada vegada més popular, la premsa és cada vegada més crítica amb la manera com PTL porta les finances, les quals s'inverteixen en programes per comunitats amb problemes i la construcció de cases. La Tammy queda embarassada de la seva segona criatura, però comença a posar en dubte en Jim. Quan la seva relació amb en Jim queda distanciada, comença a acostar-se al seu productor de música: Gary S. Paxton. El 1975, dona a llum al segon fill de la parella, de nom Jay. En Jim fa fora en Gary ja que descobreix que van tenir una aventura. El 1978, en Jim es concentra en construir un parc d'atraccions cristià. La Tammy s'enganxa a les pastilles que li van recpetar per calmar la seva ansietat.
Enmig de l'epidèmia de SIDA, la Tammy invita a un pacient amb SIDA i al sacerdot Steve Pieters al programa per una entrevista donant suport a la comunitat gai. La Tammy sent sobre l'escàndol sexual d'en Jim. Durant una altra gravació, la Tammy té una sobredosi a causa de les pastilles. L'endemà, en Jim confessa la seva infidelitat a la Tammy. Nous escàndols sobre el deute financer de la PTL i de les aventures d'en Jim (amb una dona i un home) causen molta crítica entre el públic i les mitjans, cosa que fa que la Tammy i en Jim perdin el control de PTL. Tot i això, la Tammy es queda al costat d'en Jim, fins que el 1989 és arrestat per frau.
El 1992, al Tammy i en Jim es divorcien, mentre ell encara és a presó. A mitjans dels anys 90, la Tammy té problemes per reviure la seva carrera. Rep una trucada per ser la invitada en un concert cristià, oferta que, tot i que té dubtes, accepta. En el text de l'epíleg, s'explica que Falwell no pot salvar PTL i que va morir el 2007; que en Jim va ser alliberat i va tornar al tele evangelisme; i que la Tammy va continuar recolzant a la comunitat LGTBQ+ fins a la seva mort l'any 2007.

## Repartiment
| - Jessica Chastain com a Tammy Faye Bakker - Chandler Head com a Tammy Faye jove - Andrew Garfield com a Jim Bakker - Cherry Jones com a Rachel Grover; la mare de la Tammy - Vincent D'Onofrio com a Jerry Falwell - Mark Wystrach com a Gary S. Paxton - Sam Jaeger com a Roe Messner | - Louis Cancelmi com a Richard Fletcher - Gabriel Olds com a Pat Robertson - Fredric Lehne com a Fred Grover - Jay Huguley com a Jimmy Swaggart - Randy Havens com a Steve Pieters - Coley Campany com a DeDe Robertson; la dona d'en Pat |

## Producció
El maig de 2019 es va anunciar que Jessica Chastain i Andrew Garfield protagonitzarien la pel·lícula i que Michael Showalter en seria el director. The Eyes of Tammy Faye ha se produïda per la companyia de producció de Chastian, Freckle Films. A l'agost de 2019, Chastain va dir que havia adquirit els drets de la vida de Tammy Faye Bakker.A l'octubre de 2019, Cherry Jones va unir-se al repartiment de la pel·lícula. El novembre de 2019, Sam Jaeger, Vincent D'Onofrio, Gabriel Olds, Mark Wystrach, Chandler Head, Fredric Lehne i Jay Huguley també van unir-se a la pel·lícula.
El rodatge de la pel·lícula va començar a l'octubre de 2019 a Charlotte, Carolina del Nord. Chastain ha dit que es tardava entre quatre i set hores per posar el maquillatge i les pròtesis del seu personatge.

## Música
La banda sonora de la pel·lícula va ser estrenada el 17 de setembre de 2021 a mans de Hollywood Records. La banda sonora de Theodore Shapiro també va ser llançada com un àlbum a part. Jessica Chastain va treballar amb el productor de música Dave Cobb per gravar la banda sonora.
| 1.            | «Don't Give Up (On the Brink of a Miracle)»                    | Tammy Sue Bakker-Chapman   | 3:58  |
| 2.            | «Battle Hymn of the Republic»                                  | Jessica Chastain           | 3:43  |
| 3.            | «Jesus Keeps Takin' Me Higher & Higher»                        | Chastain                   | 3:25  |
| 4.            | «The Sun Will Shine Again»                                     | Chastain                   | 5:20  |
| 5.            | «Somebody Touched Me»                                          | Chastain ft. Mark Wystrach | 4:31  |
| 6.            | «We are Blest»                                                 | Chastain                   | 6:21  |
| 7.            | «Don't Give Up (On the Brink of a Miracle)»                    | Chastain                   | 4:00  |
| 8.            | «The Eyes of Tammy Faye Score Suite»                           | Theodore Shapiro           | 7:42  |
| 9.            | «Puppet Medley (Give a Hug, Jesus Loves Me, Up with a Giggle)» | Chastain                   | 1:46  |
| Durada total: | Durada total:                                                  | Durada total:              | 40:47 |

## Estrena
L'estrena mundial de The Eyes of Tammy Faye va tenir lloc al Festival Internacional de Cinema de Toronto el dia 12 de setembre de 2021. Va estar seleccionada en diversos festivals, destacant als següents: la 69na edició del Festival Internacional de Cinema de Sant Sebastià, al Festival Internacional de Cinema de Tòquio i al Festival de Cine de Sydney. La pel·lícula va ser estrenada el 24 de setembre de 2021.
La pel·lícula va estar disponible en Blu-ray el 16 de novembre de 2021. El febrer de 2022, la pel·lícula va estar disponible en streaming a la plataforma de HBO Max.

## Recepció

### Recaptació
The Eyes of Tammy Faye va debutar a 450 cinemes i va recaptar 675,000 dòlars durant el primer cap de setmana (uns 1,500 dòlars per cinema). Deadline Hollywood va anunciar que fora de Los Angeles, Nova York i Austin, les recaptacions no eren bones, culpant en part a la pandèmia de Covid-19.
Mundialment, la pel·lícula ha recaptat 2.7 milions de dòlars, dels quals, 2.4 milions són dels Estats Units i el Canadà i els 300,000 dòlars restants van ser recaptats internacionalment.

### Crítica
Al lloc web Rotten Tomatoes, la pel·lícula té una aprovació del 68% i una nota de 6.5 sobre 10, basades en 238 ressenyes. El consens crític diu: "The Eyes of Tammy Faye pot ser que s'hagi concentrat més en la història del personatge, però l'actuació de Jessica Chastain ho fa difícil deixar de mirar." Al lloc web Metacritic, les 48 ressenyes li donen una nota de 55 sobre 100, indicant que les crítiques són mixtes. A CinemaScore, l'audiència li ha donat una nota de B+, en una escala de A+ (la nota més alta) a F (la nota més baixa).

### Premis i nominacions
| Any                  | Premis                                           | Categoria                        | Nominat (s)                                       | Resultat   | Ref.          |
| -------------------- | ------------------------------------------------ | -------------------------------- | ------------------------------------------------- | ---------- | ------------- |
| 2022                 | Festival Internacional de Cinema de Palm Springs | Premi Desert Palm                | Jessica Chastain                                  | Guanyadora | [ 28 ]        |
| 9 de gener de 2022   | Premis Globus d'Or                               | Millor actriu – Drama            | Jessica Chastain                                  | Nominada   | [ 29 ]        |
| 27 de febrer de 2022 | Premis Screen Actors Guild                       | Millor actriu                    | Jessica Chastain                                  | Guanyadora | [ 30 ]        |
| 28 de febrer de 2022 | Premis Hollywood Critics Association             | Millor actriu                    | Jessica Chastain                                  | Nominada   | [ 31 ] [ 32 ] |
| 28 de febrer de 2022 | Premis Hollywood Critics Association             | Millor maquillatge i pentinat    | Justin Raleigh, Linda Dowds, and Stephanie Ingram | Guanyadors | [ 31 ] [ 32 ] |
| 13 de març de 2022   | Premis BAFTA                                     | Millor maquillatge i perruqueria | Linda Dowds, Stephanie Ingram & Justin Raleigh    | Guanyadors | [ 33 ] [ 34 ] |
| 13 de març de 2022   | Premis de la Crítica Cinematogràfica             | Millor actriu                    | Jessica Chastain                                  | Guanyadora | [ 35 ] [ 36 ] |
| 13 de març de 2022   | Premis de la Crítica Cinematogràfica             | Millor maquillatge i pentinat    | Millor maquillatge i pentinat                     | Guanyador  | [ 35 ] [ 36 ] |
| 27 de març de 2022   | Premis Oscar                                     | Millor actriu                    | Jessica Chastain                                  | Guanyadora | [ 37 ] [ 38 ] |
| 27 de març de 2022   | Premis Oscar                                     | Millor maquillatge i pentinat    | Linda Dowds, Stephanie Ingram & Justin Raleigh    | Guanyadors | [ 37 ] [ 38 ] |